# Trachythecium micropyxis
Trachythecium micropyxis är en bladmossart som beskrevs av Edwin Bunting Bartram 1939. Trachythecium micropyxis ingår i släktet Trachythecium och familjen Hypnaceae. Inga underarter finns listade i Catalogue of Life.